# Andrena pastellensis
Andrena pastellensis là một loài Hymenoptera trong họ Andrenidae. Loài này được Schwenninger mô tả khoa học năm 2007.